# Боркгайде
Боркгайде (нім. Borkheide) — громада в Німеччині, розташована в землі Бранденбург. Входить до складу району Потсдам-Міттельмарк. Складова частина об'єднання громад Брюк.
Площа — 6,73 км2. Населення становить 2121 ос. (станом на 31 грудня 2020).